# 이다영 (치어리더)
이다영(1995년 2월 2일~)은 대한민국의 여성 치어리더이다.